# Stadtwerke Nortorf
Die Stadtwerke Nortorf AöR ist ein kommunales Versorgungsunternehmen der Stadt Nortorf.

## Tätigkeitsbereich
Die Stadtwerke Nortorf AöR ist ein kommunales Unternehmen mit den Sparten Strom-, Erdgas-, Wärme-, Wasserversorgung, Abwasserentsorgung und einem Bauhof. Neben dem Energie- und Wasserverkauf betreiben sie in den Sparten eigene Netze, ein Klärwerk, fördert Wasser und produziert Strom und Wärme in Erzeugungsanlagen. Darüber hinaus erbringen sie kaufmännische und technische Dienstleistungen. Das Geschäftsfeld mit Telekommunikationsdienstleistungen in der Stadt Nortorf wird derzeit aufgebaut. Zur Vermarktung der Telekommunikationsprodukte wurde eigens die Tochtergesellschaft Stadtwerke Nortorf Breitband GmbH gegründet.

## Produkte
Die Stadtwerke Nortorf bieten überregional Strom und Gas für Privat- und Geschäftskunden an. Für die lokale Region um Nortorf bieten die Stadtwerke Trinkwasser und in einigen Gebieten Telekommunikation an.